# Hilarigona pudica
Hilarigona pudica är en tvåvingeart som beskrevs av Collin 1933. Hilarigona pudica ingår i släktet Hilarigona och familjen dansflugor. Inga underarter finns listade i Catalogue of Life.